# حيرام بيركنز
حيرام بيركنز (بالإنجليزية: Hiram Perkins)‏ هو فاعل خير وعالم فلك أمريكي، ولد في 1833، وتوفي في 25 يناير 1924.